# Bertalan Tivadar
Bertalan Tivadar (Budapest, 1930. október 2. – Budapest, 2025. június 21.) Kossuth-díjas magyar festő, grafikus, író és látványtervező. Táblaképek és mintegy 200 film látványtervezése alkotja főműveit. Életműdíjas, a Magyar Művészeti Akadémia tagja (2012).

## Életútja
Bertalan István és Tassi Apollónia házasságából született. Az Iparművészeti Főiskola díszlettervező szakán végzett (1955). Felesége Torowszky Irén, gyermekük Bábosik Ervin.
Diplomájának kézhezvétele után mindjárt bekerült a hazai és a nemzetközi filmszakmába, s a Magyar Filmgyártó Vállalatnál ő volt a látványtervező (1955-1991). Nyomtatásban megjelenő regényeit, elbeszéléseit, novelláit sajátmaga illusztrálja, így válik teljességgel egyszemélyes szerzővé. Mások szépirodalmi munkáit is nagy beleéléssel illusztrálja, köztük 	Gustave Flaubert: Bovaryné (1964); Györffy László: Őrjárat az éjszakában : meseregény. (1995); vagy Paulus Lajos: Viszontlátásra, Árnika! című regénye (2005). Tanított rajzot Újpesten, s látványtervezést a Magyar Képzőművészeti Egyetemen. Képeit egyéni és csoportos kiállításokon mutatja be, újabban az Újpesti Művészek Társaságával szerepel kiállításokon. Újpesten él és alkot.
,,Díszlet- és látványtervezői tevékenység nélkül nem létezhet filmművészet, s ebben is kiemelkedőt alkotott Bertalan Tivadar. 1956-tól száznál több filmben végezte a rábízott feladatot. Többek között együtt dolgozott Várkonyi Zoltánnal, Jancsó Miklóssal, Woody Allennel.”
„Ez a teljesítmény már önmagában is kiemelné Bertalan Tivadart az alkotók közül. De ez számára csupán háttér, bevezetés, hiszen jómaga elsősorban képzőművész, festő, grafikus. Persze az írás sem nevezhető éppen mellékes foglalatosságnak, ezt Bertalan Tivadar eddig megjelent nyolc kötete bizonyítja. Kivívta a maga alkotói függetlenségét. Kacagtat és mélyen szíven üt.”

## Látványtervezései (válogatás)
- Terülj-terülj asztalkám (1956);
- Bartók-emlékfilm (1956);
- A város peremén (1958);
- Kaland az állatkertben (1958);
- Fölszáll a köd (1959);
- Csutak és a szürke ló (1960);
- A Tenkes kapitánya (1963);
- Nagybácsim, Benjamin (NSZK, 1963);
- Így jöttem (1964);
- Vampicula (NSZK, 1964);
- Szent János fejevétele (1965); Tüskevár (1966);
- Az Isten fővarázslója (NSZK, 1967);
- Énekeljünk Bill bácsival (NSZK, 1967);
- Keresztelő (1967);
- A férfi (1968);
- Az utolsó kör (1968);
- Mix Bumbullis (NSZK, 1968);
- Napóleon (Franciaország, 1968);
- 1919 (1969);
- Kapaszkodj a fellegekbe (1969-70);
- Én vagyok Jeromos (1970);
- A sakkjátékos (Franciaország, 1970);
- Háromkirályok csillaga (1971);
- Szerelem és halál (USA, 1974);
- Sztrogoff Mihály (Franciaország, 1974-75);
- Attila (Franciaország, 1975);
- Anna Karenina (Anglia, 1977);
- A Téli Palota fantomjai (Franciaország-Anglia, 1977)
- Nagy Károly (Franciaország, 1977);
- Vendég az esküvőn (Lengyelország, 1977);
- Des Grieux lovag és Manon Lescaut története (Franciaország, Jean Delannoyval, 1978);
- Nizsinszkij (USA, 1979);
- Luther Marton (Franciaország, 1980);
- Troilus és Cressida (színpad 1981);
- Mozart (Franciaország, 1981);
- Az Operaház fantomja (USA, 1982, 1989)
- X kapitány (Franciaország, 1982);
- Edit és Marcel (Franciaország, 1982);
- Az enyéim nevében (Franciaország, 1982-83);
- Gyermekháború (USA, 1983);
- Mata Hari (USA, 1984);
- Anna Karenina (USA, 1985);
- Ekkehard (NSZK, 1981);
- Hannah háborúja (Anglia-USA, 1987);
- Dr. Jekyll és Mr. Hyde (Kanada, 1988);
- Burg Wutzenstein (NSZK, 1988);
- Koldusopera (USA-Anglia, 1988);
- Ordítás (Ausztrália, 1989);
- Egy jenki Artur király udvarában (USA, 1989);
- Drakula (Kanada, 1989);
- The Reunion (USA, 1990);

## Kiállításai (válogatás)

### Egyéni
- 1964 • Wetteren (B)
- 1965, 1972, 1976 • Budapest
- 1967 • Doerlen (B)
- 1972 • München (NSZK).

### Csoportos
- 2007 • Átjárás – Újpesti Művészek Társaságának kiállítása, Curia Galéria, Vác

## Köteteiből
- Radavit Nalatreb: Szellemtések; Alterra, Bp., 1997 (Szatirikon könyvek)
- A mindenség púpja. Hármaskönyv, a szerző képeivel; Alterra, Bp., 1997 (Szatirikon könyvek)
- Emberisten. A kép regénye; Littera Nova, Bp., 1998
- Kirándulószoba. Szó- és vonalrajzok; Kossuth, Bp., 2000
- Hangok a papírgalacsinból. A "Szellemtések" anyagával; Agroinform, Bp., 2005
- Lipi. Élet-rajz-regény a szerző képeivel; Agroinform, Bp., 2006
- Töpörin az angyal (és a lelkiismeret). Új galacsinok a szerző rajzaival; Agroinform, Bp., 2010
- Bertalan; Agroinform, Bp., 2011
- Papírnehezék; Napkút, Bp., 2013
- Félcédulák; Napkút, Bp., 2016
- Rebellisek. Történelmi kalandfilm-forgatókönyv; Napkút, Bp., 2018
- Állatságok, növénységek. A természet már nem természetes; Napkút, Bp., 2018
- Csend/élet. Válogatott elmesélések; Napkút, Bp., 2020
- Rajzás. Versek; ill. a szerző; Kalota Művészeti Alapítvány–Napkút, Bp., 2021

## Díjak, elismerések (válogatás)
- 40. Magyar Filmszemle Életműdíja (2009)[7]
- Újpest díszpolgára (2010)[8]
- Napút-díj (2010)
- Budapest díszpolgára (2012)
- Kossuth-díj (2017)